# Verdaccio
El verdaccio es una capa base usada en la pintura al temple y óleo, sus orígenes se remiten a la Alta Edad Media, sin embargo se cree que podría haber sido una de las primeras bases pictóricas de los cuadros helenísticos, como su nombre indica tiene como principal característica el dominio de un tono verdoso agrisado que fue muy apreciado por la estética medieval y posteriormente renacentista, cayó en desuso con la llegada de la técnica barroca de la infrapintura en el siglo XVII donde la rapidez en el ímpetu del trabajo artístico hicieron innecesaria la calidad translúcida que proporciona esta técnica.

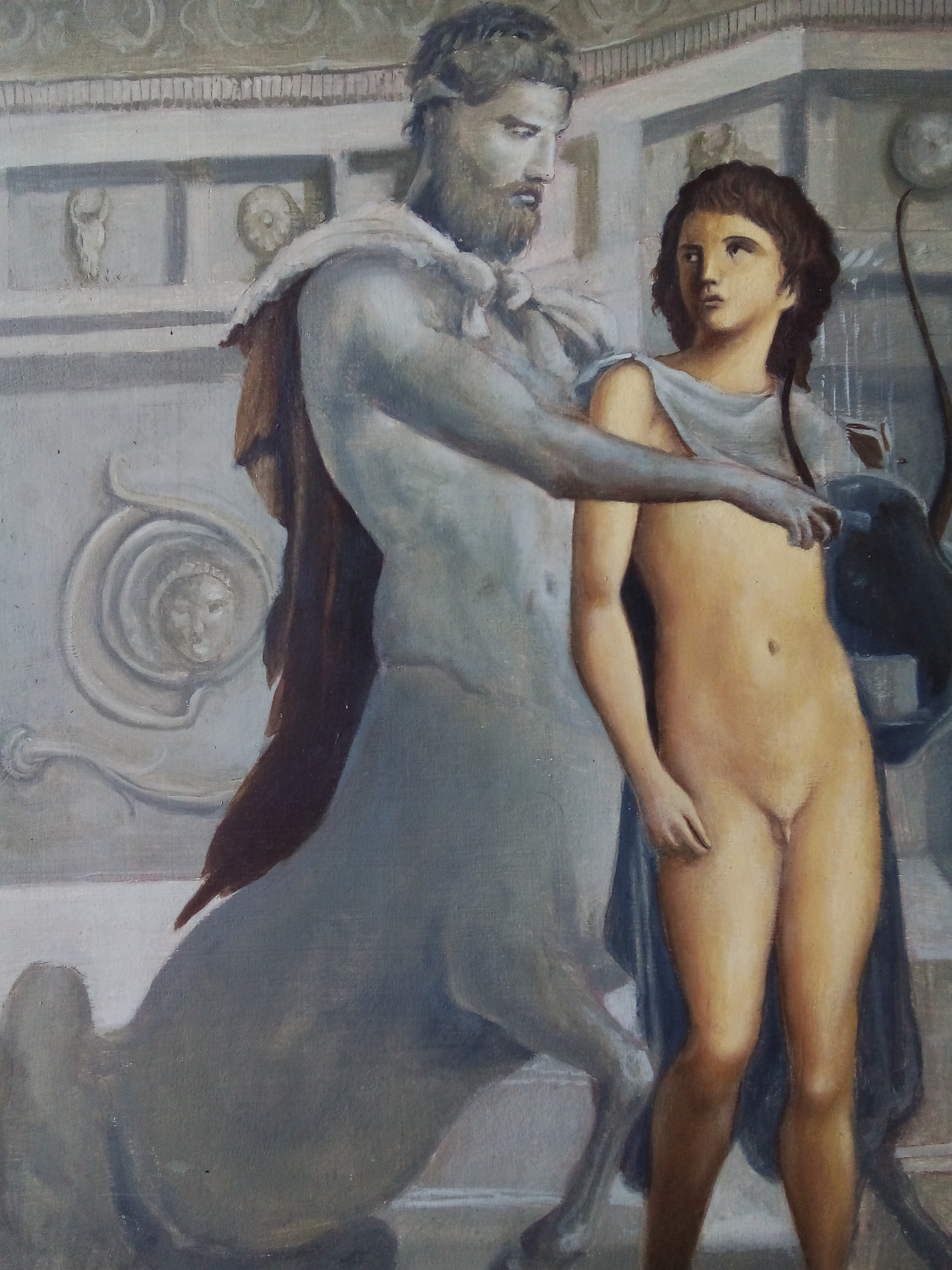
Copia de mural romano en verdaccio.

El conocimiento exacto de su preparación se sabe gracias a las indicaciones dejadas por Cennino Cennini en su Libro del Arte. La fórmula es la siguiente:

Debe tomarse una judía de tierra ocre, una lenteja de negro de humo, una punta (de espátula) de rojo de cinabrio y todo lo anterior deberá mezclarse con una tercera parte de blanco de cal, hecha la mezcla a esta se le añadirá una mitad de negro de humo y la mezcla resultante con otra media parte de negro, esa mezcla volverá a mezclarse con otra media parte de negro y así consecutivamente hasta llegar a un tono casi negro, lo mismo deberá hacerse con la parte del blanco de cal, de modo que al final se tenga en la paleta un abanico de claros y obscuros por cada lado y el verdaccio original al centro.

En esta fórmula se hace referencia al tamaño de la judía, la lenteja y la punta de espátula como tamaños aproximados para colocar la cantidad de pigmento en la paleta, existe una variante nórdica usada en los Países Bajos que solo cambia el ocre amarillo por sombra natural siendo este resultado más parecido a un color café agrisado. 
El mismo autor ya mencionado distingue el uso del verdaccio original de origen italiano más apropiado para pintar las pieles morenas de la región latina y el de origen nórdico para las pieles blancas.
En las postrimerías del siglo XVII el acceso a algunos de estos pigmentos se hizo difícil por lo que fue necesaria su sustitución; en este caso el rojo cinabrio por el más común y difundido bermellón y el blanco de cal por el blanco de titanio, siendo esta versión de la fórmula más difundida en los trabajos tardíos que todavía respetaban el canon de la pintura de capas.

## Técnica
La aplicación de esta técnica sobre el temple de huevo es idéntica en cuanto a su formulación con la única distinción de ser aplicada sobre una tabla imprimada con gesso lijado a diferencia de la tradicional media creta sobre tela, además de usar aglutinante de yema de huevo o caseína en lugar de aceite de linaza, dando como resultado una apariencia más clara y luminosa.    El trabajo resultante era en ambos casos, óleo o temple, una prefiguración precisa del cuadro en claroscuro y tonos intermedios con la peculiaridad de que los tonos más oscuros no eran del todo negros ni los claros del todo blancos.             Sobre esta base el trabajo siguiente era la aplicación del color en veladuras partiendo de la sombra a la luz, acumulando mayor cantidad de material en la luz y menor en las sombras pero siempre con la presencia translúcida del verdaccio como tono intermedio en las carnaciones de la piel.    
A pesar de ciertas conjeturas respecto al uso del pigmento verde en el "verdaccio moderno" esta técnica nunca usó tal color puro para recrear ese tono, sabiendo que el verde de azurita era usado en acabados finales, el verde olivo carecía de la capacidad cubriente para una base sólida y el verde de cromo fue sintetizado en el siglo XIX, lo cual lleva a definir esto como técnicas sin bases históricas, siendo el verdaccio descrito por Cennino como la forma original.
- Datos: Q1794098

1. ↑  Cennini, Cennino, 1988:El libro del Arte, Ediciones Akal